# Spaniens Grand Prix 1951
Spaniens Grand Prix 1951 var det sista av åtta lopp ingående i formel 1-VM 1951. Detta var det första F1-loppet som kördes i Spanien. 

## Resultat
1. Juan Manuel Fangio, Alfa Romeo, 8+1 poäng
2. José Froilán González, Ferrari, 6
3. Nino Farina, Alfa Romeo, 4
4. Alberto Ascari, Ferrari, 3
5. Felice Bonetto, Alfa Romeo, 2
6. Emmanuel de Graffenried, Alfa Romeo
7. Louis Rosier, Ecurie Rosier (Talbot-Lago-Talbot)
8. Philippe Étancelin, Philippe Étancelin (Talbot-Lago-Talbot)
9. Robert Manzon, Gordini (Simca-Gordini)
10. Paco Godia, Milano (Maserati)

### Förare som bröt loppet
- Luigi Villoresi, Ferrari (vav 48, tändning)
- André Simon, Gordini (Simca-Gordini) (48, motor)
- Johnny Claes, Ecurie Belge (Talbot-Lago-Talbot) (37, olycka)
- Piero Taruffi, Ferrari (30, hjul)
- Maurice Trintignant, Gordini (Simca-Gordini) (25, motor)
- Georges Grignard, Georges Grignard (Talbot-Lago-Talbot) (23, motor)
- Yves Giraud-Cabantous, Yves Giraud-Cabantous (Talbot-Lago-Talbot) (7, olycka)
- Louis Chiron, Ecurie Rosier (Talbot-Lago-Talbot) (4, tändning)
- Prince Bira, Bira (Maserati-Osca) (1, motor)

### Förare som ej startade
- Juan Jover, Milano (Maserati) (motor)